# سرطان العقد اللمفاوية الجريبي الاثناعشري
سرطان العقد اللمفاوية الجريبي الاثناعشري (DFL) هو شكل من أشكال سرطان العقد اللمفاوية حيث تشكل أنواع معينة من الخلايا اللمفاوية، والخلايا المركزية وخلايا الأرومات المركزية المشتقة من الخلايا البائية بنى شبيهة بجريب العقدة اللمفاوية بشكل أساسي في الاثني عشر وأجزاء أخرى من الأمعاء الدقيقة. يعد هذا مرضًا بطيء النمو يتطور في حالات نادرة إلى سرطان الغدد اللمفاوية الأكثر عدوانية والذي ينتشر خارج هذه المواقع المعنية أصلًا.
اعتبر الاضطراب الذي يُطلق عليه الآن اسم سرطان العقد اللمفاوية الجريبي الاثناعشري أو اختصارًا (DFL) على أنه ورم العقد اللمفاوية الجريبي الذي يتطور في واحد أو أكثر من مواقع الجهاز الهضمي (مثل المعدة والاثني عشر والصائم والأمعاء الدقيقة والأمعاء الغليظة والمستقيم) وكذلك في مواقع مختلفة خارج مسالك الجهاز الهضمي. يتناقض هذا مع الأشكال الأخرى من ورم العقد اللمفاوية الجريبي التي لا تشمل الجهاز الهضمي. اعتبر هذا الورم نوعًا فرعيًا من أورام العقد اللمفاوية الجريبية وسمي الورم اللمفاوي الجريبي المعوي الأولي أو الورم اللمفاوي الجريبي الأولي في الجهاز الهضمي. ومع ذلك، فإن الأورام اللمفاوية المسامية في الاثني عشر وأجزاء أخرى من الأمعاء الدقيقة تختلف عن الأشكال الأخرى من الأورام اللمفاوية المعوية الأولية من حيث أنها بطيئة النمو، وهي اضطرابات موضعية للغاية ذات معدل منخفض من التقدم إلى أمراض جهازية. نتيجة لذلك، حافظت منظمة الصحة العالمية (2017) على الأورام اللمفاوية المعوية الأولية الأكثر انتشارًا ضمن فئة سرطان العقد اللمفاوية الجريبي وأعيد تصنيف سرطان العقد اللمفاوية المعوية الاثناعشري / المعوي الصغير ككيان مرضي مستقل، سرطان الغدد اللمفاوية الجريبي الاثناعشري.
يعد سرطان العقد اللمفاوية الجريبي الاثناعشري حاليًا مرضًا خبيثًا، لكنه يحتوي على العديد من السمات السريرية التي تشبه إلى حد كبير السلف الحميد للأورام اللمفاوية الجريبية، أي سرطان العقد اللمفاوية الجريبي الموضعي، من سرطان العقد اللمفاوية الجريبي. مثل سرطان العقد اللمفاوية الجريبي الموضعي، فإن سرطان العقد اللمفاوية الخالي من الأعراض الأكثر شيوعًا يشخص بالمصادفة عند المرضى الذين يخضعون للتنظير لأسباب أخرى. كما هو الحال أيضًا في سرطان العقد اللمفاوية الجريبي الموضعي، قد يتراجع سرطان العقد اللمفاوية في حالات نادرة تلقائيًا أو يتطور إلى شكل أكثر خطورة وعدوانية.

## الشرح
يصيب سرطان العقد اللمفاوية الجريبي الاثناعشري بشكل شائع البالغين في منتصف العمر بحصة من الذكور إلى الإناث تبلغ ~ 1. عادة ما يكون المرض بدون أعراض ويشخص على أنه نتيجة غير متوقعة عند فحص المرضى بواسطة تنظير الجهاز الهضمي العلوي الذي يجرى لأسباب أخرى. تظهر أقلية من المرضى أعراضًا غامضة في البطن أو في حالات نادرة أعراض أكثر تحديدًا وخطورة مثل اليرقان الانسدادي الناجم عن أورام الاثني عشر التي تسد القناة الصفراوية. يكشف الفحص بالمنظار عادةً عن واحد أو أكثر من السلائل أو العقيدات أو الحبيبات البيضاء المتكدسة الموجودة في أجزاء مختلفة من الجهاز الهضمي والتي توزعت في دراسة أجريت على 54 مريضًا في اليابان على النحو التالي: الجزء الأول (أي الجزء العلوي أو الجزء البصلي) من الاثني عشر، 4 مرضى. الجزء الثاني (أي النازل) من الاثني عشر، 54 مريضًا؛ الجزء الثالث (أي الأفقي أو السفلي) والرابع (أي التصاعدي) من الاثني عشر، 31 مريضًا؛ الصائم، 44 مريضًا. المعي اللفائفي، 17 مريضًا. الأعور، 13 مريضًا. القولون والمستقيم، مريضين لكل منهما. والمعدة والمريء، لا يوجد مرضى. اقتصرت الآفات على الجزء الثاني من الاثني عشر في 7 مرضى فقط. في بعض الحالات، قد تتقرح الآفات.